# EPW
Earth Penetrating Weapons, forkortet EPW, en våbenart, der følger filosofien om at en sprængladnings effekt udnyttes bedre, hvis sprængningen foregår under jordoverfladen. Teorien fremsattes af en engelsk ingeniør kort før 2. verdenskrig. Han mente, at i stedet for at ramme præcist med en bombe fra et fly (svært med datidens teknologi), kunne man kaste en større og tungere bombe, der kunne frembringe større rystelser og et stort hul i jorden, som tilsammen kunne ødelægge målet, f.eks. en bro. Ideen vandt ikke anerkendelse blandt beslutningstagerne, og blev først afprøvet (med succes) af eskadrille 617 (Dam Busters) efter angrebene på dæmningerne over bl.a. floden Möhne i Ruhrdistriktet (operation chastise).